# سلامة القصداوي
سلامة القصداوي، المولود في 25 نوفمبر 1984 في الدهماني، هو لاعب كرة قدم تونسي دولي يلعب كمهاجم.

## المسيرة

### النوادي
يشارك في دوري أبطال أفريقيا مع الترجي الرياضي التونسي. خلال هذه المسابقة، سجل هدفًا في أغسطس 2007 ضد النادي الأهلي المصري.

### في المنتخب
يتسلم سلامة قصداوي خمسة اختيارات رسمية من منتخب تونس بين عامي 2006 و 2013، دون تسجيل هدف. لعب مباراته الأولى في المنتخب الوطني في 3 سبتمبر 2006، ضد موريشيوس. لعب مباراته الأخيرة في 6 يوليو 2013، ضد المغرب.
لعب ثلاث مباريات في بطولة أمم أفريقيا للمحلين 2011 التي فازت بها تونس، حيث سجل ثلاثة أهداف. ومع ذلك، تعتبر الفرق المتنافسة في هذه المباريات. في يونيو 2013، لعب مباراة في إطار تصفيات كأس العالم 2014، ضد سيراليون.

## الألقاب
الترجي الرياضي التونسي
- بطل كأس تونس 2006، 2007 و2008
- بطل الرابطة التونسية المحترفة الأولى 2006

منتخب تونس
- بطولة أمم أفريقيا للمحلين 2011

## روابط خارجية
- سلامة القصداوي على موقع قاعدة بيانات كرة القدم.إي يو (الإنجليزية)
- سلامة القصداوي على موقع ناشيونال فوتبول تيمز (الإنجليزية)
- سلامة القصداوي على موقع عالم كرة القدم.نت (الإنجليزية)